# حمیمات الدایر
حمیمات الدایر (به عربی: حمیمات الدایر) یک روستا در سوریه است که در ناحیه ابوالظهور واقع شده‌است. حمیمات الدایر ۱٬۶۹۲ نفر جمعیت دارد.